# Coccidiascus legeri
Coccidiascus legeri är en svampart som beskrevs av Chatton 1913. Coccidiascus legeri ingår i släktet Coccidiascus och familjen Eremotheciaceae.   Inga underarter finns listade i Catalogue of Life.